# Макнилл, Киа
Киа Джанинн Макнилл (англ. Kia Janenn McNeill; род. 15 мая 1986, Эйвон, Коннектикут) — американская футболистка, защитница, тренер.

## Биография
Начала заниматься футболом в команде высшей школы Эйвон. Трижды подряд становилась чемпионкой штата в своём возрасте, включалась в символические сборные, а в 2003 году признана лучшей футболисткой штата. На студенческом уровне выступала за Бостонский колледж, за четыре года сыграла 86 матчей и забила 24 гола, была капитаном команды. В первых трёх сезонах играла на позиции форварда, а в последнем сезоне переведена в защиту.
В 2008 году начала профессиональную карьеру в клубе чемпионата Швеции «Кристианстад». В 2009 году вернулась в Америку и была выбрана на драфте лиги WPS под девятым номеров клубом «Сент-Луис Атлетика». Провела 19 матчей в 2009 году, стала вторым призёром регулярного сезона и полуфиналистом плей-офф. В начале 2010 года обменяна в клуб «Атланта Бит», где сыграла 19 матчей, а команда финишировала последней в регулярном сезоне. В 2011 году перешла в «Филадельфия Индепенденс», сыграла 17 матчей и забила один гол, клуб занял второе место в регулярном сезоне и стал финалистом плей-офф.
В начале 2012 года, после расформирования лиги WPS, перешла в российский клуб «Россиянка» вместе с двумя другими футболистками из США — Ли Энн Робинсон и Яэль Авербух. Все три американки приняли участие в матчах 1/4 финала Лиги чемпионов, проигранных немецкой «Турбине» (0:2, 0:3), однако после этого более не играли за команду. В мае 2012 года они вернулись в США и выступили с критикой своего клуба за невыплату зарплаты и проблемы с проживанием и визами. По данным soccerway.com, Макнилл сыграла один матч за «Россиянку» в чемпионате России — 11 июня 2012 года против «Кубаночки», но по другим данным в этом матче спортсменка не участвовала.
Осенью 2012 года играла в полупрофессиональной лиге WPSL Elite за «Нью-Йорк Фьюри». В 2013 году выступала в лиге NWSL за «Бостон Брикерс», сыграла 21 матч. По окончании сезона завершила игровую карьеру.
Играла за юношескую сборную США (до 19 лет) в отборочном турнире чемпионата мира и первенстве КОНКАКАФ 2004 года, где забила 4 гола. Позднее — за молодёжную сборную (до 23 лет) на международном турнире в Ла Манге.
В 2014—2015 годах работала ассистентом тренера женской команды в Северо-восточном университете. С 2016 года тренировала женскую команду Брауновского университета. В 2019 году привела команду к победе в дивизионе Лиги плюща и впервые с 1994 года вывела команду в плей-офф соревнований NCAA, где команда дошла до второго раунда.